# Визначник Грама
Визначник Грама системи векторів e1, e2, ..., en в евклідовому просторі називається визначник матриці Грама цієї системи:
{\displaystyle {\begin{vmatrix}\langle e_{1},e_{1}\rangle &\langle e_{1},e_{2}\rangle &\ldots &\langle e_{1},e_{n}\rangle \\\langle e_{2},e_{1}\rangle &\langle e_{2},e_{2}\rangle &\ldots &\langle e_{2},e_{n}\rangle \\\ldots &\ldots &\ldots &\ldots \\\langle e_{n},e_{1}\rangle &\langle e_{n},e_{2}\rangle &\ldots &\langle e_{n},e_{n}\rangle \\\end{vmatrix}}}
де {\displaystyle \langle e_{i},e_{j}\rangle } — скалярний добуток векторів ei та ej.
Матриця Грама виникає з наступної задачі лінійної алгебри:
нехай в евклідовому просторі V система векторів e1, e2, ..., en породжує підпростір U. Знаючи, чому дорівнюють скалярні добутки вектора x з U з кожним з цих векторів, знайти коефіцієнти розкладення вектора x по векторам e1, e2, ..., en.

Виходячи з розкладення x = x1e1 + x2e2 + ... + xnen отримаємо систему лінійних рівнянь з матрицею Грама:
{\displaystyle {\begin{cases}\langle \mathbf {e} _{1},\mathbf {e} _{1}\rangle x_{1}+\langle \mathbf {e} _{1},\mathbf {e} _{2}\rangle x_{2}+\dots +\langle \mathbf {e} _{1},\mathbf {e} _{n}\rangle x_{n}=\langle \mathbf {e} _{1},\mathbf {x} \rangle \\\langle \mathbf {e} _{2},\mathbf {e} _{1}\rangle x_{1}+\langle \mathbf {e} _{2},\mathbf {e} _{2}\rangle x_{2}+\dots +\langle \mathbf {e} _{2},\mathbf {e} _{n}\rangle x_{n}=\langle \mathbf {e} _{2},\mathbf {x} \rangle \\\quad \dots \quad \dots \quad \dots \quad \dots \quad \dots \quad \dots \quad \dots \quad \dots \quad \dots \quad \\\langle \mathbf {e} _{n},\mathbf {e} _{1}\rangle x_{1}+\langle \mathbf {e} _{n},\mathbf {e} _{2}\rangle x_{2}+\dots +\langle \mathbf {e} _{n},\mathbf {e} _{n}\rangle x_{n}=\langle \mathbf {e} _{n},\mathbf {x} \rangle \\\end{cases}}}
Ця задача має єдиний розв'язок тоді і тільки тоді, коли вектори e1, e2, ..., en лінійно незалежні. Через це рівність нулю визначника Грама системи векторів — критерій їх лінійної залежності.

## Геометрична інтерпретація визначника Грама
Визначник Грама системи векторів дорівнює квадрату об'єму паралелограма натягнутого на ці вектори.